# Western Story Magazine
Western Story Magazine fue una revista pulp publicada por Street & Smith entre 1919 y 1949. Fue la primera de las posteriormente numerosas revistas pulp dedicadas al género del wéstern. En su apogeo, Western Story Magazine fue una de las revistas de pulp de mayor éxito; en 1921 la revista estaba vendiendo más de medio millón de ejemplares de cada número. Su sede estaba en la ciudad de Nueva York.

## Historia
La revista nació cuando el ejecutivo de Street & Smith Henry Ralston decidió convertir una de las dime novel semanales de la compañía, New Buffalo Bill Weekly, en una revista pulp. Ralston nombró a Frank Blackwell como editor de la nueva revista. Western Story atrajo a varios escritores de wésterns famosos, como Charles Alden Seltzer, H. Bedford-Jones, Stewart Edward White, W. Ryerson Johnson y William MacLeod Raine. El número del 25 de noviembre de 1920 fue el primero en publicar una obra de Max Brand (escrito bajo el seudónimo George Owen Baxter). Los relatos de Brand predominaron en la revista a lo largo de la década siguiente; escribió docenas de historias para Western Story tanto con su propio nombre como bajo varios seudónimos. La revista también destacó en la publicación de relatos de mujeres escritoras, como B. M. Bower y Cherry Wilson.
En la década de 1930 la lista de colaboradores de la publicación se expandió para incluir a escritores como Walt Coburn, William Colt MacDonald y W. C. Tuttle, mientras que el ilustrador de revistas pulp Walter M. Baumhofer contribuyó con varias portadas.
A finales de los años 1930, Blackwell fue sucedido como editor por John Burr, que estuvo al frente de la revista hasta que cesó su publicación en 1949.